# 苯硼酸频哪醇酯
苯硼酸频哪醇酯是一种有机硼化合物，化学式为C12H17BO2，它是苯硼酸和2,3-二甲基-2,3-丁二醇（频哪醇）形成的酯。

## 合成与反应
它可由苯甲醛和双频哪醇二硼为原料在催化下于甲苯中反应制得。
它和3,5-二氯-2-碘吡嗪在催化下反应，可以得到3,5-二氯-2-苯基吡嗪。